# Ле-Верне-Шамеан
Ле-Верне-Шамеан (фр. Le Vernet-Chaméane) — муніципалітет у Франції, у регіоні Овернь-Рона-Альпи, департамент Пюї-де-Дом. Ле-Верне-Шамеан утворено 1 січня 2019 року шляхом злиття муніципалітетів Шамеан i Верне-ла-Варенн. Адміністративним центром муніципалітету є Верне-ла-Варенн. Населення — 786 осіб (01.01.2021).